# Udacine, Melitopol
Udacine (în ucraineană Удачне) este un sat în comuna Dolînske din raionul Melitopol, regiunea Zaporijjea, Ucraina.

## Demografie
Componența lingvistică a localității Udacine
     Rusă (57,93%)
     Ucraineană (42,07%)
Conform recensământului din 2001, majoritatea populației localității Udacine era vorbitoare de rusă (57,93%), existând în minoritate și vorbitori de ucraineană (42,07%).